# هيفين سنت غيمينغ
هيفين سينت جيمنغ (بالإنجليزية: Heaven Sent Gaming)‏ هي شركة مختصة للفنون والترفيه، تأسست في عام 2006 من قبل ماريو وإيزابيل لوسيرو، في البوكيرك، نيو مكسيكو.

## تاريخ
تأسست الشركة في عام 2006، ماريو وإيزابيل كانا جزءا من هذا المشروع. نشر ماريو أول أغنية له مع هيفين سنت جيمنغ "Intro, Yo"، في عام 2009. أما ايزابيل فقد نشرت أول أغنية هزلية "Reverie" في عام 2010، ماريو لوسيرو وإيزابيل رويز تزوجا في عام 2014.

## فريق

### المؤسسين
- ماريو جوليان وسيرو, (8 يونيو 1988) انضم في عام 2006، مصمم والرئيس التنفيذي
- ايزابيل رويز وسيرو, (30 مارس 1989) انضم في عام 2006، فنان ومدير العمليات

### أعضاء آخرين
- جيسون اجنر، انضم في عام 2007، رئيس تحرير
- مواقف غير محدد: جوش كينديج، جيف دريك، فيل مكراكين، روبرت مارو الأمل، بريان هرنانديز، وبرايس بليكش

### سابق
- درو كاس، انضم في عام 2007
- كليفتون سترنغ، انضم في عام 2007
- جيمس الغربية، انضم في عام 2007
- ديفين ثورلو، انضم في عام 2007
- X-أريل، انضم في عام 2013

## المنشورات

### قصص مصورة
جميع القصص المصورة من هيفين سنت جيمنغ، يتم إنشاؤها بواسطة ماريو وإيزابيل.

## وصلات خارجية
- هيفين سنت غيمينغ على موقع IMDb (الإنجليزية)

- الموقع الرسمي